# Loose (Schleswig-Holstein)
Loose é um município da Alemanha, localizado no distrito de Rendsburg-Eckernförde, estado de Schleswig-Holstein.